# Keskimmäinen och Alimmainen
Keskimmäinen och Alimmainen är en sjö i kommunen S:t Michel i landskapet Södra Savolax i Finland. Sjön ligger 78,9 meter över havet. Arean är 1,53 kvadratkilometer och strandlinjen är 19,55 kilometer lång. Sjön  ingår i Vuoksens huvudavrinningsområde.   Den ligger omkring 12 kilometer sydöst om S:t Michel och omkring 210 kilometer nordöst om Helsingfors. 
I sjön finns öarna Louhosaari, Peltosaari och Kalliosaari. 